# منطقة بانج كابي
منطقة بانج كابي (بالإنجليزية: Bang Kapi District)‏ هي واحدة من 50 منطقة في بانكوك، تايلاند. يقدر عدد سكانها بـ 147,694 نسمة .